# 飛来一閑
飛来 一閑（ひき いっかん、ひらい いっかん）は千家十職の一つ、一閑張細工師の当主が代々襲名している名称。漆工芸の一種・一閑張の日本における創始者であり、また歴代千家に一閑張による棗や香合などの道具を納めてきた細工師の家系である。
当代は16代にあたり、12代・中村宗哲と並ぶ千家十職としては珍しい女性当主である。

## 歴史
飛来家は亡命明人の末裔である。初代一閑は現在の浙江省杭州の出身であったが、清の侵攻が中国南部まで及び、身の危険を感じて大徳寺の清巌宗渭和尚を頼り、寛永頃に日本へ亡命した。日本ではこの清巌和尚の手引きにより千宗旦に紹介され、趣味であった一閑張の細工による小物の注文を受けるようになった。
その後家業を再開したのが3代一閑であり、4代一閑は表千家6代・覚々斎の御用細工師となる。しかし、6代から8代までは早世する当主が相次ぎ、家業の維持すら困難な状態となる。9代一閑は家業の再興に尽力するも、最晩年に大火に遭遇し失意の内に没した。10代一閑は初代一閑の作風に則った作風でお家再興に当たる。11代一閑は10代の意思を引き継ぎ、またその技術は「名人」とまで言われ、中興の人とされる。
14代一閑は後継者となるべく育てた2人の息子を太平洋戦争の徴兵による戦死で失う。後に婿養子として迎えた15代一閑は大成する前に急逝。その娘である16代一閑が現在夫と共に家業を支えている。

## 系譜
- 初代　一閑（1578年? - 明暦3年（1657年）11月21日（旧暦））

浙江省杭州西湖畔の飛来峰に産まれる。成長して当地の臨済宗寺院・霊隠寺に入寺していたが、清の侵攻により日本に亡命、同じ臨済宗の寺である大徳寺170世住持・清巌宗渭を頼る。日本では素性を隠し、出身の「飛来峰」から「飛来」を名字とする。清巌の紹介により千宗旦に入門、趣味の紙漆細工で茶道具を作って愉しんでいたのを宗旦に認められ、紙漆細工は「一閑張」と称せられ、評判を呼ぶ。宗旦の注文により作成した一閑張の作品が二十例ほど現存している。宗旦より「飯後軒」、清巌より「朝雪」の斎号を授かる。法号「朝雪斎一閑居士」。
- 岸田ゆき

初代の長女。御所仕えを務めていた岸田喜右衛門に嫁ぎ、内職として父から教わった一閑張を始める。ゆきの子孫も数代は一閑張を家業とし、彼らの作品は「岸一閑」と言われる。
- 二代　一閑（? - 天和3年（1683年）5月3日（旧暦））

初代の長男。父の死後、母と共に母の里である安土（現・近江八幡市安土町）に退去。公式には2代目とされるが、実際に一閑張製作を行っていたかどうかは不明だが、三代が伯母の元に修行に出たことから推測して、一閑張はしなかったのではないかと思われる。法号「巌雪祥門」。
- 三代　一閑（? - 正徳5年（1715年）5月8日（旧暦））

二代の長男。父の遺言により、伯母・岸田ゆきの元で一閑張技法を修行。後智恵光院通下立売付近に居を構え、屋号「笹屋」を称し、一閑張細工を家業として再開。また、臨済宗から日蓮宗に宗旨替えし、立本寺了仙院を菩提寺とする。法号「宗信禅門」。
- 四代　一閑（? - 享保18年（1733年）7月9日（旧暦））

正徳年間に表千家出入りを許されるようになり、覚々斎の御用職人となる。法号「義空了清」。
- 五代　一閑（? - 寛保元年（1741年）11月5日（旧暦））

表千家7代・如心斎御用となり、茶筅、羽箒などを製作したと言われるが、詳細不詳。法号「信受道源」。
- 六代　一閑（? - 延享3年（1746年）12月14日（旧暦））

五代一閑の死の3年後に死去。法号「宗禾禅門」。
- 七代　一閑（? - 寛延3年（1750年）8月16日（旧暦））

六代一閑の長男。法号「涼月宗受」。
- 八代　一閑（? - 宝暦3年（1753年）6月4日（旧暦））

六代一閑の次男。法号「夏月宗栄」。
- 九代　一閑（? - 天明8年（1788年）6月4日（旧暦））

六代一閑の娘婿。宝暦8年に現住所の出水通油小路付近に転居、明和2年（1765年）に日蓮宗より浄土真宗東本願寺派に宗旨替えを行い、所属寺を願正寺とする。天明8年1月の「天明の大火」により、家屋敷や家伝などを消失、失意の内に没。法名「釋浄正」。
- 十代　才右衛門一閑（? - 文政13年（1830年）6月20日（旧暦））

初代一閑の作風に準じた作品を残す。この代より当主は代々、字「才右衛門」号「一閑」を名乗るのを慣例とする。法名「釋実證」。
- 十一代　才右衛門一閑（寛政3年（1791年） - 明治5年（1872年）9月24日）

別号「有隣斎」から、「有隣一閑」の異名を持つ。1818年、26歳の時に襲名。以後、多数の名作を残し「初代以来の名人」と言われる。嘉永2年（1849年）、59歳の時に隠居し十二代に跡を譲るが、その後も製作を続ける。代表作は「籠地四方盆　二百枚」（初代二百回忌追善作品）。法号「釋実閑」。
- 十二代　才右衛門一閑（1816年 - 明治30年（1892年）11月30日）

十一代の次男。幼名「才二郎」。兄の早世により家督を相続。墓所を願正寺より臨済宗大徳寺派高桐院に移す。法号「徹々斎一閑居士」。
- 十三代　才右衛門一閑（安政6年（1859年） - 大正2年（1913年）12月21日）

十一代の長男の息子、十二代の甥。明治28年（1895年）に家督相続。「飛来有水」という号で俳人として著名。法名「釋了閑」。
- 十四代　才右衛門一閑（明治27年（1894年） - 昭和52年（1977年）8月26日）

十三代の長男。幼名「駒太郎」。太平洋戦争により二人の息子を戦死で失ったため、昭和30年（1955年）5月に後の十五代を婿養子として迎える。法名「白華院釋空閑」。
- 十五代　一閑（大正15年（1926年） - 昭和56年（1981年）7月1日）

十四代の婿養子。妻は十四代の娘である飛来敏子。養父の死後跡を嗣ぐが、わずか4年後に死去。法名「滋明院釋禎真」。
- 十六代　一閑（昭和38年（1963年 - ））

本名「里美」。十五代一閑と敏子の間の長女。1984年に京都芸術短期大学卒業、1998年に一閑を襲名。